# Músculo erector del pelo
El músculo erector del pelo o piloerector (también llamado músculo horripilador o arrector) está compuesto por fibras musculares lisas y recibe inervación del sistema nervioso simpático. Se inserta en el folículo piloso, en su tramo medio, con una dirección oblicua, y cuando se contrae tensa el pelo y lo pone de punta.
Los músculos arrectores pili son pequeños músculos conectados a folículos de pelo en mamíferos. La contracción de estos músculos hace que el cabello esté de pie durante el final, conocido familiarmente como la piel de gallina. Cada arrector pili está compuesto por un bulto de las fibras de músculo lisas que adjuntan a varios folículos (una unidad follicular), y es inervado por la rama comprensiva del sistema autonómico nervioso. La contracción del músculo es por lo tanto involuntaria - los acentos como el frío, el miedo, etc. pueden estimular el sistema comprensivo nervioso y así causar la contracción, pero el músculo no es en el control consciente. La contracción de los músculos tiene diversos fines. Su función principal en la mayoría de mamíferos debe proporcionar aislamiento: el aire queda atrapado entre el cabello erguido, ayudando al animal a conservarlo.